# Dirk Happe
Dirk Happe (* 16. Februar 1966 in Paderborn) ist ein ehemaliger deutscher Basketballtrainer, -spieler und -funktionär.

## Laufbahn
1983 trat Happe mit dem VBC 69 Paderborn bei der Endrunde um die deutsche B-Jugendmeisterschaft an. Obwohl er im entscheidenden Spiel mit 45 Punkten der überragende Mann war, reichte es nur zum zweiten Platz. 1983 und 1984 nahm Happe mit der bundesdeutschen Kadetten- beziehungsweise Juniorennationalmannschaft jeweils an Europameisterschaftsturnieren teil und gewann 1983 die Bronzemedaille.
Happe stieg 1984 mit der Paderborner Herrenmannschaft in die 2. Basketball-Bundesliga auf, 1994 folgte der Aufstieg in die Basketball-Bundesliga, mittlerweile trug die Mannschaft den Namen Forbo Paderborn. In der Saison 1994/95 war er drittbester Vorlagengeber der Bundesliga (3,8/Spiel), stieg mit Paderborn aber aus der Spielklasse ab.
Zur Saison 1995/96 wechselte der 1,83 Meter große Aufbauspieler zum TuS Herten (ebenfalls Bundesliga) und kehrte nach einem Jahr zu den Paderbornern zurück, die mittlerweile wieder in der zweiten Liga antraten. Im Laufe der Saison 1997/98 wechselte Happe innerhalb der zweiten Liga von Paderborn zum TV Salzkotten.
Nach der Spielerlaufbahn wirkte er als Trainer in Salzkotten, dann in Paderborn, betreute Jugendmannschaften und die zweite Herrenmannschaft. Im Februar 2010 wurde er zum Trainer der Bundesliga-Mannschaft der Ostwestfalen befördert, nachdem sich der Verein, auf dem letzten Tabellenrang stehend, von Olaf Stolz getrennt hatte. Happe vermochte den Abstieg in die 2. Bundesliga ProA jedoch nicht zu verhindern und gab das Amt nach dem Ende der Saison 2009/10 wieder ab. Zwischen 2010 und 2015 war Happe Sportdirektor in Paderborn. Er engagierte sich zudem im Paderborn Baskets 91 e. V. als Vizepräsident (Aufgabenbereich: Bundesliga). Nach seinem Studium der Sportwissenschaft wurde Happe, der ebenfalls eine Ausbildung zum Datenverarbeitungskaufmann durchlief, 1996 hauptberuflich im Sportamt der Stadt Paderborn tätig. Zu Jahresbeginn 2023 wurde er Leiter des Schulverwaltungs- und Sportamtes. Schon ab 2012 hatte er die stellvertretende Leitung des Amtes innegehabt.

### Familie
Seine Söhne Fritz Hemschemeier und Peter Hemschemeier schlugen ebenfalls Leistungsbasketballkarrieren ein.